# Kende István
Kende István (Máramarossziget, 1917. március 13. – Budapest, 1988. november 13.) történész, egyetemi tanár, a tudományok doktora, békekutató.

## Élete és munkássága
1935-ben érettségizett. Ezután Párizsban folytatta tanulmányait a Hautes Études Commerciales kereskedelmi főiskolán. 1937-ben tért haza. Három évig magántisztviselő volt, majd 1940 és 1944 között lakatosként dolgozott. 
A második világháború alatt fegyveres ellenálló csoportot vezetett Budapesten. 1945-ben az ifjúsági szövetség titkára, 1946-49-ben a Magyar Kommunista Párt központi agitációs-propaganda osztályának munkatársa volt. 1949 és 1956 között a Népművelési Minisztérium főosztályvezetője, majd 1956-ban rövid ideig miniszterhelyettese volt. 
1957 és 1960 között a Népszabadság rovatvezetője volt. 1960-tól a Külügyminisztériumban dolgozott tanácsosi rangban három évig. 1963-tól a Marx Károly Közgazdaságtudományi Egyetem nemzetközi kapcsolatok tanszékének helyettes vezetője volt. Oktatott emellett a Budapesti Műszaki Egyetemen és az MSZMP pártfőiskoláján is. Rész vett a Nemzetközi Szemle szerkesztőbizottságában.
Tagja volt a Béke Világtanácsnak. Meghívott kutatóként dolgozott az oslói valamint a stockholmi békekutató intézetben (Stockholm International Peace Research Institute), tanított Indiában és Hamburgban is. 
Kutatóként elsősorban a fejlődő országok, a harmadik világ, Afrika, India, Indonézia történetével, valamint a második világháború utáni nemzetközi erőviszonyok alakulásával foglalkozott. Történészként monográfiákat, tankönyveket, egyetemi jegyzeteket publikált, tanulmányokat jelentetett meg szakfolyóiratokban, de írt rádióelőadásokat, filmforgatókönyveket, és franciából szépirodalmi műveket is fordított. Ő volt a főszerkesztője az 1973-ban megjelent Fejlődő országok lexikonának.
1976-ban elnyerte a tudományok doktora címet. 1977-ben vonult nyugdíjba.

## Fontosabb művei
- Kende István beszéde a MADISZ aktíva VI. 18-iki ülésén; Szikra, Bp., 1945
- A propaganda szervezése és módszerei; Szikra, Bp., 1947 (Szemináriumi füzetek iparvárosok számára)
- India monszun előtt; Bibliotheca, Bp., 1958
- Gyöngyfüzér Isten nyakán. Riportkönyv Indonéziáról; Gondolat, Bp., 1959
- Jóreggelt, Afrika! Guineai útirajz; Gondolat, Bp., 1961 (Világjárók)
- A gyarmati rendszer felbomlása; Kossuth, Bp., 1961
- A "fekete-afrikai" országok népeinek harca a fejlődés új útjaiért; MSZMP Nemzetközi Politikai Kapcsolatok és Nemzetközi Munkásmozgalom Története Tanszék, Bp., 1964
- A francia gyarmatbirodalom felbomlása Nyugat-Afrikában (Bp., 1964)
- A fekete-afrikai országok harca a fejlődésért és a függetlenségért; MSZMP Pártfőiskola, Nemzetközi Munkásmozgalom Története Tanszék, Bp., 1966
- A diplomáciai kapcsolatok története a második világháború után 1. (Bp., 1966)
- Akkor voltunk húszévesek; Zrínyi Ny., Bp., 1966 (Kozmosz könyvek)
- Fejlődő országok nem-kapitalista útja (Szentes Tamással, Bp., 1966)
- Nyolcvannyolc háború 1945-1967; Kossuth–Országos Béketanács, Bp., 1968
- Forró béke, hidegháború. A diplomáciai kapcsolatok története 1945–56 (Bp., 1970)
- Fegyverrel a fasizmus ellen / Korom Mihály: A magyarországi partizánmozgalom a második világháború idején / Kende István: Kommunista fiatalok a német megszállás idején; Nyomdaipari Szakmunkásképző Intézet Ny., Bp., 1970
- Helyi háborúk Ázsiában, Afrikában és Latin-Amerikában, 1945–1969 (Bp., 1972)
- Fejlődő országok lexikona; főszerk. Kende István; Akadémiai, Bp., 1973
- Fejlődő országok, haladó eszmék (szerkesztette és a bevezetőt írta, Bp., 1976)
- A kulturális igazgatás kézikönyve; összeáll. Blahó Pál, Dörnyei István, Kende István; Közgazdasági és Jogi, Bp., 1977
- Napjaink százhúsz háborúja. 1945-1976; Akadémiai, Bp., 1979 (Korunk tudománya)
- Forró béke, hidegháború A diplomáciai kapcsolatok története. 1945-1956; 2. átdolg. kiad.; Kossuth, Bp., 1979
- Az imperializmus a fejlődés és a béke ellen; OBT, Bp., 1979 (Béke és fejlődés)
- Katonai konfliktusok Fekete-Afrikában. Összeállítás a külföldi politikai irodalomból. 1975-1979; összeáll. Kende István; Országgyűlési Könyvtár, Bp., 1980
- Fekete-Afrika politikai, társadalmi és gazdasági viszonyai; MSZMP Politikai Főiskola, Bp., 1982